# 七変化
『七変化』（しちへんげ）は一青窈の20枚目のシングル。

## 解説
シングルとしては『空音』より約7ヶ月ぶりとなり、CDシングルとしては2014年の『他人の関係 feat. SOIL&"PIMP"SESSIONS』より約3年ぶりとなる。
本作はNHK BSプレミアムの時代劇ドラマ『伝七捕物帳2』の主題歌となっており、いきものがかりの水野良樹が書き下ろした楽曲となる。

## 収録曲
1. 七変化
作詞：一青窈 / 作曲：水野良樹 / 編曲：本間昭光
2. 七変化 よさこい Remix
3. 七変化 Original Karaoke

## 収録アルバム
七変化
- 『歌祭文 〜ALL TIME BEST〜』